# Pajuostis flygbas
Pajuostis flygbas (litauiska: Pajuosčio aerodromas) är en flygplats i Litauen.   Den ligger i kommunen Panevėžio rajono savivaldybė och länet Panevėžys län, i den centrala delen av landet, 130 km norr om huvudstaden Vilnius. Pajuostis flygbas ligger 57 meter över havet.
Terrängen runt Pajuostis flygbas är mycket platt, och sluttar västerut. Runt Pajuostis flygbas är det glesbefolkat, med 20 invånare per kvadratkilometer. Närmaste större samhälle är Panevėžys, 6,8 km väster om Pajuostis flygbas. Trakten runt Pajuostis flygbas består till största delen av jordbruksmark.